# Landesnotrufzentrale

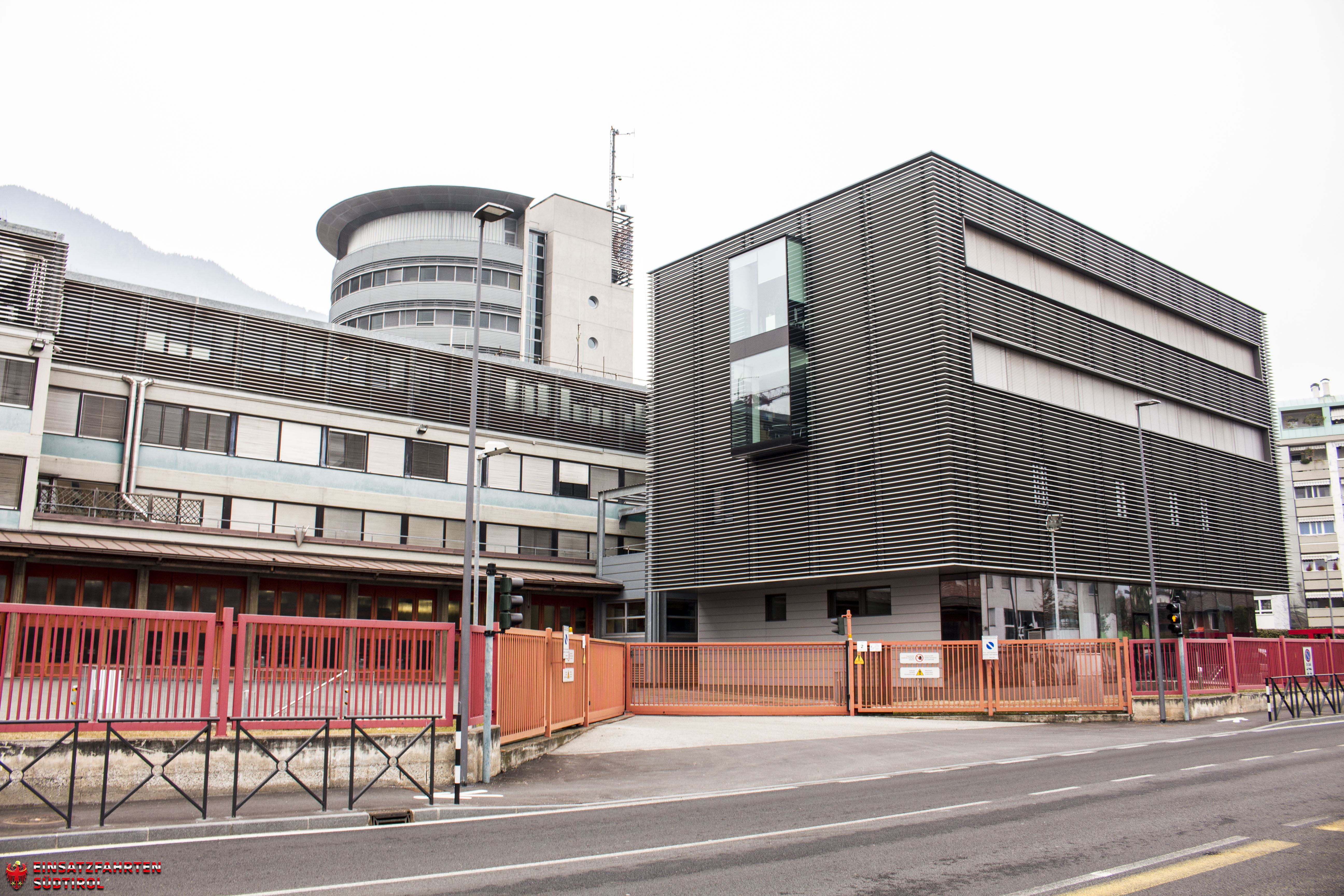
Die Landesnotrufzentrale in der Bozner Drususstraße.

Die Landesnotrufzentrale (LNZ; italienisch: Centrale provinciale d'emergenza) ist die Leitstelle des Südtiroler Rettungsdienstes sowie die Alarmierungszentrale für den Feuerwehrdienst und die anderen Blaulichtorganisationen. Erreichbar ist sie rund um die Uhr unter der Notrufnummer 112. Die bisherigen Notrufnummern 115 und 118, die zur 112 umgeleitet werden, sind zwar noch in Betrieb, sollen aber mit der Zeit deaktiviert werden.

## Beschreibung
Die Landesnotrufzentrale ist verwaltungstechnisch eine Abteilung des Gesundheitsbezirkes Bozen im Südtiroler Sanitätsbetrieb und wird deshalb von einem Primar geleitet.
Trifft ein Notruf in der Zentrale ein, nimmt ein Mitarbeiter den eingehenden Anruf an und öffnet im rechnergestützten Verwaltungssystem einen neuen Fall, welcher automatisch an einen Disponenten weitergeleitet wird. Dieser alarmiert dann die benötigten Rettungskräfte der nächsten/logistisch effektivsten Sektion. Folgende Organisationen stehen der LNZ hierbei zur Verfügung (Teilauswahl):
- Landesrettungsverein Weißes Kreuz
- Italienisches Rotes Kreuz
- Berufsfeuerwehr Bozen
- Freiwillige Feuerwehren
- Bergrettungsdienst des Alpenverein Südtirol
- Bergrettungsdienst des Club Alpino Italiano
- Landesflugrettung
- Rettungstaucher
- Pistenrettung
- Hundestaffeln, darunter jene der italienischen Finanzpolizei und der entsprechenden Bergrettungsdienste

Zur Alarmierung verwendet die Landesnotrufzentrale das Funknetz des Landesfunkdienstes des Amts für Zivilschutz der Autonomen Provinz Bozen, welcher hierfür eine Reihe von Umsetzern unterhält. Das Funknetz soll in den kommenden Jahren zur Effizienzsteigerung und zwecks Datensicherheit digitalisiert werden.

## Geschichte
Der Dienst wurde in den 1990er Jahren eingerichtet, nachdem ein italienisches Gesetz jede Provinz verpflichtete Maßnahmen zu ergreifen, den Sanitäts-Rettungsdienst mit der staatsweit einheitlichen Telefonnummer 118 alarmieren zu können. Um den Dienst zu rationalisieren, wurde zu einem späteren Zeitpunkt in Südtirol auch die Annahme der Notrufe und Alarmierung der Feuerwehren (Telefonnummer 115) eingegliedert. Seit 2017 ist auch die Alarmierung mit dem Euronotruf 112 möglich.